# Michał Róg (sportowiec)

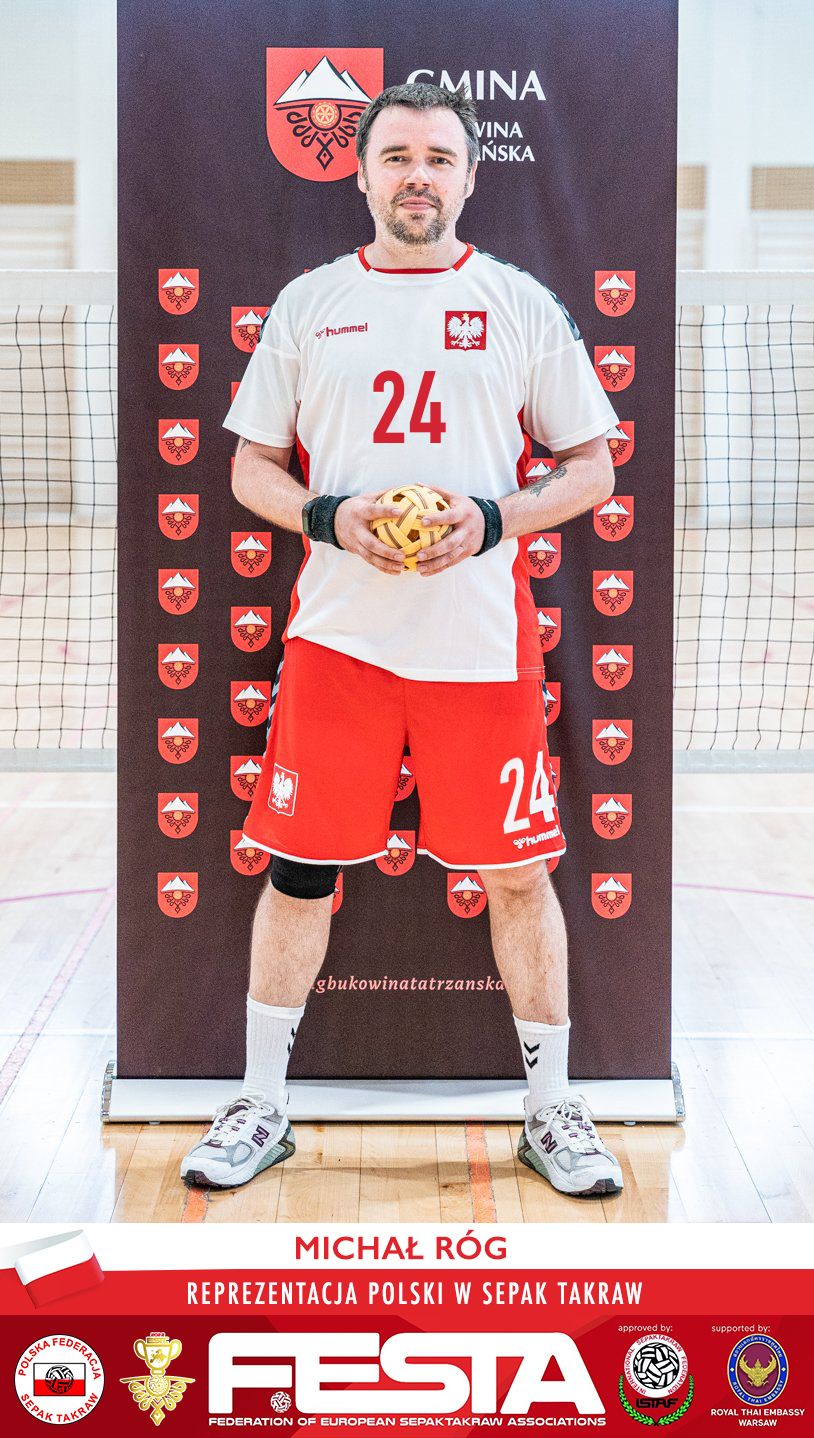
Michał Róg – reprezentacja Polski w sepak takraw

Michał Róg (ur. 04 kwietnia 1981 roku w Krakowie) – wielokrotny reprezentant Polski, mistrz i wicemistrz Polski, Europy i świata w różnych dyscyplinach footbagu i sepak takraw.
Aktywny sportowiec i działacz, pomysłodawca i założyciel teamu MANIAC oraz obecny przewodniczący SKKF MANIAC Sport Team, członek założyciel Polskiego Związku Footbagu, wiceprezes Polskiej Federacji Sepak Takraw, tłumacz zasad i reguł dyscyplin footbagu, twórca marki MANIAC, która jest uznanym na świecie producentem sprzętu do gry.

## Sukcesy
Najważniejsze medale i tytuły:
FOOTBAG:
- 2024 - Mistrzostwa Europy - II Wicemistrz Europy Open Footbag Golf
- 2023 – Mistrzostwa Świata – Mistrz Świata Masters Singles Net
- 2023 – Mistrzostwa Świata – Mistrz Świata Masters Doubles Net
- 2023 – Mistrzostwa Świata – Wicemistrz Świata Open Footbag Golf
- 2023 – Mistrzostwa Świata – III miejsce Open 2 Squares
- 2022 – Cracow Net Jam 3 – II Miejsce Open Doubles Net
- 2022 – Cracow Net Jam 3 – III Miejsce Open Singles Net

- 2022 – Mistrzostwa Świata – Wicemistrz Świata Masters Singles Net[3]

- 2022 – Mistrzostwa Świata – Mistrz Świata Open Footbag Golf[3][4]

- 2022 – Mistrzostwa Europy – Wicemistrz Europy Open Footbag Golf[5]
- 2022 – Mistrzostwa Europy – Wicemistrz Europy Open 2 Squares[5]
- 2022 – Mistrzostwa Polski – II Wicemistrz Polski Open Doubles Net[6]
- 2022 – Mistrzostwa Polski – Mistrz Polski Open Footbag Golf[6]
- 2021 – Mistrzostwa Europy – II Wicemistrz Europy Open Singles Net[7][8]
- 2021 – Mistrzostwa Polski – Mistrz Polski Open Footbag Golf

- 2020 – Mistrzostwa Polski – Wicemistrz Polski Open Doubles Net[9]
- 2019 – Mistrzostwa Polski – II Wicemistrz Polski Open Singles Net
- 2019 – Mistrzostwa Polski – II Wicemistrz Polski Open Doubles Net
- 2019 – Mistrzostwa Polski – II Wicemistrz Polski Open Footbag Golf
- 2019 – Mistrzostwa Świata – Wicemistrz Świata Open Footbag Golf
- 2018 – Mistrzostwa Polski – II Wicemistrz Polski Open Footbag Golf
- 2018 – Mistrzostwa Polski – Wicemistrz Polski Open 2 Squares
- 2018 – Mistrzostwa Świata – Mistrz Świata Open Footbag Golf
- 2018 – Mistrzostwa Świata – Mistrz Świata Open 2 Squares
- 2017 – Mistrzostwa Polski – Wicemistrz Polski Open 2 Squares
- 2017 – Mistrzostwa Europy – Wicemistrz Europy Open Footbag Golf
- 2016 – Mistrzostwa Polski – II Wicemistrz Polski Open 2 Squares
- 2016 – Mistrzostwa Polski – Mistrz Polski Open Footbag Golf
- 2016 – Mistrzostwa Świata – Mistrz Świata Open Footbag Golf
- 2016 – Mistrzostwa Świata – Wicemistrz Świata Masters Singles Net
- 2014 – Mistrzostwa Polski – II Wicemistrz Polski Open Doubles Net
- 2014 – Mistrzostwa Europy – Wicemistrz Europy Open 2 Squares
- 2014 – Mistrzostwa Europy – Mistrz Europy Open Open Footbag Golf
- 2013 – Mistrzostwa Polski – II Wicemistrz Polski Open 2 Squares
- 2013 – Mistrzostwa Polski – Mistrz Polski Open Footbag Golf
- 2013 – Mistrzostwa Polski – Wicemistrz Polski Mixed Doubles Net
- 2013 – SB Footbag Jam – III Miejsce Open 2 Squares
- 2012 – Acapulco Cup – III Miejsce Open Singles Net
- 2012 – Acapulco Cup – I Miejsce Open Doubles Net
- 2012 – Acapulco Cup – I Miejsce Open 2 Squares
- 2011 – Mistrzostwa Europy – II Wicemistrz Europy Open Footbag Golf
- 2011 – Mistrzostwa Europy – II Wicemistrz Europy Open 2 Squares
- 2010 – Mistrzostwa Polski – II Wicemistrz Polski Open Singles Net
- 2010 – Mistrzostwa Polski – II Wicemistrz Polski Open Footbag Golf
- 2010 – Praga Cup – III Miejsce Open Doubles Net
- 2010 – Warszawa Cup – II Miejsce Open Singles Net
- 2009 – Warszawa Cup – III Miejsce Open Doubles Net
- 2009 – Mistrzostwa Polski – II Wicemistrz Polski Open Singles Net
- 2009 – Mistrzostwa Polski – Wicemistrz Polski Open Doubles Net
- 2009 – Mistrzostwa Europy – Mistrz Europy Inter Doubles Net
- 2009 – Mistrzostwa Europy – II Wicemistrz Europy Inter Singles Net
- 2008 – Zocha Jam – II Miejsce Open Singles Net
- 2008 – Zocha Jam – III Miejsce Open Doubles Net
- 2008 – Mistrzostwa Polski – Wicemistrz Polski Open Footbag Golf
- 2007 – Mistrzostwa Polski – Mistrz Polski Open Doubles Net
- 2007 – Mistrzostwa Polski – Wicemistrz Polski Open Singles Net
- 2006 – Świat Zośki – III Miejsce Open Doubles Net
- 2006 – Footbagmania – III Miejsce Open Singles Net
- 2006 – Footbagmania – II Miejsce Open Doubles Net
- 2006 – Footbagmania – II Miejsce Open Footbag Golf
- 2006 – Świat Zośki – III Miejsce OPen Doubles Net
- 2006 – Zocha Jam – II Miejsce Open Doubles Net
- 2006 – Zocha Jam – III Miejsce Open Footbag Golf
- 2006 – Mistrzostwa Świata – Mistrz Świata Open Footbag Golf
- 2006 – Mistrzostwa Polski – Mistrz Polski – Open Footbag Golf
- 2005 – Zocha Jam – I Miejsce Open Doubles Net
- 2005 – Mistrzostwa Polski – Wicemistrz Polski Open Doubles Net
- 2005 – Mistrzostwa Polski – II Wicemistrz Polski Open Singles Net

SEPAK TAKRAW:
- 2019 – Wicemistrz Polski Sepak Takraw 3vs3 (regu)
- 2019 – Mistrz Polski Sepak Takraw 2vs2 (double)
- 2020 – X przerwa covid-19
- 2021 – II Wicemistrz Polski Sepak Takraw 1vs1 (single)
- 2021 – Mistrz Polski Sepak Takraw 2vs2 (double)[10]
- 2021 – Wicemistrz Polski Sepak Takraw 2vs2 w parach mieszanych (mixed doubles)
- 2021 – Mistrz Polski Sepak Takraw 3vs3 (regu)
- 2021 – Superpuchar Polski Sepak Takraw 3vs3 (regu)
- 2022 – II Wicemistrz Polski Sepak Takraw 1vs1 (single)
- 2022 – Mistrz Polski Sepak Takraw 2vs2 (double)
- 2022 – Mistrz Polski Sepak Takraw 3vs3 (regu)[11]
- 2022 – Superpuchar Polski Sepak Takraw 3vs3 (regu)[12]
- 2023 – Sepak Takraw Polish Open – I miejsce 3vs3 (regu)
- 2023 – Sepak Takraw Polish Open – I miejsce 2vs2 (doubles)[13]
- 2023 - Mistrz Polski Sepak Takraw 3vs3 (regu)
- 2023 - Puchar Polski Sepak Takraw 3vs3 (regu)